# 李璟根
李璟根（1962年11月7日—）是一名韩国男子柔道运动员。他在1988年汉城夏季奥林匹克运动会中，参加了男子柔道比赛并获得男子65公斤级金牌。